# ماري إستير بانغورا
ماري إستير بانغورا (من مواليد 1 يناير 1997) عارضة أزياء وحاملة لقب ملكة جمال سيراليون والتي فازت بلقب ملكة جمال الكون سيراليون 2018. ولم تتمكن من المشاركة في مسابقة ملكة جمال الكون 2018 لأنها فشلت في التسجيل بسبب تأخر وصولها إلى تايلاند، الدولة المضيفة. ومع ذلك مثلت ماري سيراليون في ملكة جمال الكون 2019. ولم تتمكن من التقدم إلى مراكز مصنفة في المسابقة.

## مسابقة ملكة جمال الكون

### ملكة جمال الكون سيراليون 2018
توجت ماري ملكة جمال الكون سيراليون 2018 في الحفل الختامي للمسابقة الذي أقيم في 19 أكتوبر 2018. وخلال المسابقة، فازت أيضًا بلقب ملكة جمال الأناقة.

### ملكة جمال الكون 2018
بصفتها ممثلة وطنية، كانت ماري على وشك المشاركة في مسابقة ملكة جمال الكون 2018. لكنها لم تتمكن من الوصول إلى تايلاند، الدولة المضيفة في الوقت المحدد. كان عليها السفر من سيراليون، عبر غانا، إلى نيجيريا، حيث كان عليها التقدم بطلب للحصول على تأشيرة في السفارة الملكية التايلاندية. ثم كان عليها أن تستقل رحلة جوية من إثيوبيا إلى بانكوك، ووصلت أخيرًا بعد ستة أيام تقريبًا من اكتمال إجراءات التسجيل. ومع ذلك فقد حضرت الحدث كعضو من الجمهور.

### ملكة جمال الكون 2019
ذكر المدير الوطني لملكة جمال الكون سيراليون 2018 في حدث ملكة جمال الكون 2018 أن ماري ستمثل سيراليون في مسابقة ملكة جمال الكون 2019 التي أقيمت في 8 ديسمبر 2019 في استوديوهات تايلر بيري في أتلانتا لكنها فشلت في الحصول على مكان.